# Puelmapu

Imatge del Meli Witran Mapu. Cap a la dreta de la imatge hi ha el Puelmapu.

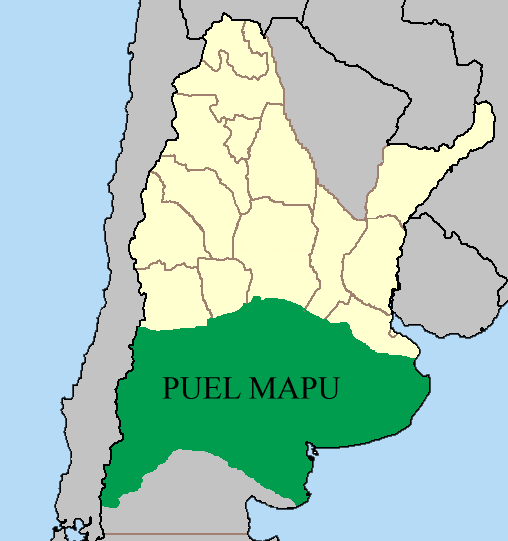
Mapa de Puelmapu en els segles i, territori maputxe a l'est de la Serralada dels Andes sorgit de l'araucanització d'aquest territori i pobles que l'habitaven. Al mapa més es mostren les fronteres nacionals actuals i els límits provincials argentins.

Puelmapu o Puel Mapu (del mapudungún, «Terra de l'Est») és la part del Wallmapu o territori maputxe que està a l'est de la serralada dels Andes. En la concepció tradicional maputxe, el món terrenal o Nagmapu («Terra de sota») està compost per quatre parts (Meli Witran Mapu, els «Quatre cantons de la terra»), de les quals una és el Puelmapu.

## Descripció
Al conjunt de relacions espacials i particularitats territorials del món maputxe en el pla del Nag Mapu, se li denomina «Meli Witran Mapu». La manera d'entendre la terra visible que habita el maputxe organitzada a partir dels punts cardinals, costats que defineixen particulars formes de vida a partir de la manera en què el maputxe es relaciona en cada un d'ells amb la natura i el medi que els envolta .
A la serralada dels Andes habiten els pehuentxes, que posseeixen una relació estreta amb els pins de Xile (Araucaria araucana) dels cims. A l'est d'aquestes muntanyes es troben les Pampes i la Patagònia, que formen part de l'Argentina, i els seus habitants maputxes són anomenats pels altres maputxes pueltxes («orientals», en sentit posicional, no històric). Aquest territori s'estén entre els rius Cuarto i Diamante, pel nord, fins als rius Limay i Negro pel sud, sent el seu límit est el riu Salado (Buenos Aires) (o cap el 1750 la línia dels fortins i pobles de San Nicolás de los Arroyos, San Antonio de Areco, Luján i Merlo) i el Ka Füta Lafken (oceà Atlàntic) i l'oest la serralada dels Andes.

## Història
Als segles xv i xvi, els tehueltxes, ubicats a les planes pampeana-patagones comencen a migrar cap a la zona de la serralada dels Andes sota domini dels denominats «pehuenches antics», un grup fins a aquest moment no maputxitzat. Durant la mateixa època, els huarpes situats en el territori actual de Mendoza es van desplaçar cap al sud, establint relacions amistoses amb els pehuenches.
A partir de 1608, les incursions esclavistes en territori huillche per part dels espanyols de Chiloé i dels de la zona del Biobío va començar a impulsar una migració a través dels passos de la serralada, el que va impulsar el procés de maputxització de les cultures locals.
Pausada la Guerra d'Arauco el 1656, els maputxes comencen a expandir la seva presència al nord de la Patagonia i la pampa, instal·lant fütalmapus o confederacions, amb els seus corresponents aillarehues (federacions provincials) i lovs (clans). El procés es va consolidar al segle xviii, assimilant culturalment les parcialitats tehuelches i l'adopció de la llengua mapudungun (que influirà també els dialectes espanyols de la regió), així com les lleis o admapu i costums maputxes.
L'expansió dels pobles indígenes per les planes pampeanas i patagones va ser promoguda per l'adopció del cavall (introduït pels espanyols), transformant-se en hàbils genets. A mesura que el territori pampeà es va anar poblant d'animals bovins salvatges, van reorientar la seva economia cap a la caça de bovins, pomes a la vall de l'actual riu Negro o Curu leuvu i també a l'extracció de sal obtinguda en les grans salines de la regió, alhora que van establir noves rutes comercials amb la vall central de Xile. Un dels assentaments més importants va ser el dels ragkülche o ranquels, que van instal·lar els seus aillarehues al llarg del riu Chadileuvú, Salado o Desaguadero, i el sector del Salines Grans, controlant la pampa.
Els maputxes van acabar conformant al segle xviii una entitat territorial anomenada Puelmapu o Puel Mapu, que s'estenia des de la serralada dels Andes, el riu Limay i el Curu Leuvu o riu Negre pel sud, a la regió del Neuquén, fins al riu Cuarto pel nord i l'oceà Atlàntic per l'est. El Puel Mapu ja figura constituït al Parlament de Lonquilmo de 1784.
El 1790, l'Imperi Espanyol va celebrar el primer de tres tractats amb els maputxes relatius al Puel Mapu (Tractat de Pau amb el Cacic Callfilqui de 1790, Tractat de Pau amb els Indis Ranquels de 1796 i el Tractat entre els Pehuenches i la Província de Mendoza de 1799), que complementaven els que venien celebrant amb el sector maputxe de l'altre costat de la serralada.

### Guerres amb l'Argentina
Després que els territoris del Virregnat del Riu de la Plata declaressin la seva independència i formessin primer les Províncies Unides del Riu de la Plata durant la segona dècada del segle xix, Puel Mapu i les Províncies Unides, especialment la província de Buenos Aires, van mantenir durant diverses dècades una situació de disputa concentrada a la frontera entre els dos territoris, encara que amb un important comerç entre les dues comunitats (principalment de sal). Es van establir tractats de pau, però es mantenien precàriament. En les relacions entre els dos territoris també va ser molt important la disputa per les vaques i bous salvatges que poblaven la plana pampeana. Ocasionalment tots dos bàndols organitzaven incursions armades sobre l'altre. En el cas maputxe es deien «malones» i en el cas rioplatenc es deien «conquestes del desert».
Al llarg del segle xix, les Províncies Unides van anar avançant sobre territori maputxe-tehuelche-ranquel, desplaçant la frontera i instal·lant fortins, cada vegada més lluny de Buenos Aires. Entre 1860 van acabar les guerres civils entre argentins, organitzant-se República Argentina. Poc després, el 1878, aquest país va prendre la decisió d'atacar militarment als maputxes-tehuelches-ranquels, per tal d'excloure'ls completament del domini de Puel Mapu.
La guerra es va conèixer com la Conquesta del Desert, que es va dur a terme entre 1878 i 1885. El resultat va ser la derrota completa dels pobles maputxe-tehuelche-ranquel i la fi de Puel Mapu com a territori sobirà. A l'Argentina, un sector considera que va ser una gesta militar, mentre un altre ho considera un genocidi.